# Білий терор (Росія)
Білий терор — масовий терор, здійснюваний антибільшовицькими силами в часи Громадянської війни в Росії.

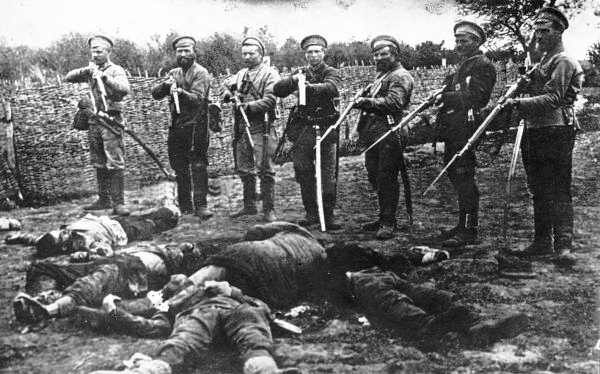
розстріл членів більшовицької ради Александрово-Гайського району

Ряд істориків підкреслюють, що на відміну від червоного терору, білий терор не був чітко окресленим в офіційних документах чи законодавчих актах і мав неорганізований, спонтанний характер. Інші історики вказують на те, що накази, що виходили від високих посадових осіб білого руху, а також законодавчі акти білих урядів свідчать про санкціонування військовою й політичною владою репресивних дій й актів терору відносно більшовиків і прихильного до них населення, про організований характер цих актів і про ролі їх для лякання населення контрольованих територій

## Початок терору
Датою першого акту білого терору іноді вважають 28 жовтня 1917 р., коли, відповідно до розповсюдженої версії, юнкера, що звільняли від повстанців московський Кремль, розстріляли там близько 300 солдатів 56-го запасного полку. Сучасна російська енциклопедія називає першими актами білого терору акції, що відбувалися під час Ярославського повстання у липні 1918 року.
Потужний імпульс до розвитку білий терор одержав після повстання 40-тисячного чехословацького корпуса, в ході повстання чехословаками було взято ряд міст - Челябінськ, Пенза, Симбірськ, Казань, а також Самара, де у червні 1918 року був організований перший антибільшовицький уряд - Комітет членів установчих зборів.
Комітет членів установчих зборів створив каральні органи й вжиті репресивні заходи: у серпні створені Надзвичайний суд, Міністерство охорони державного порядку і його надзвичайна частина, у вересні введена страта, у жовтні встановлені воєнний стан і на всій підконтрольній території уведені воєнно-польові суди. Міністерство охорони державного порядку очолив Е. Ф. Роговський.

### Обґрунтування в судочинстві та законодавчих актах
Із середини 1918 року в юридичній практиці білих урядів помітна лінія з виділення справ, що ставляться до виступу більшовиків, в окреме судочинство. Майже одночасно видаються постанови Верховного керування Північної області. «Про скасування всіх органів радянської влади» від 2 серпня 1918 р. і Тимчасового сибірського уряду «Про визначення долі колишніх представників радянської влади в Сибіру» від 3 серпня 1918 р.
Відповідно до першого, піддавалися арешту всі працівники рад і комісари більшовиків. Арешт тривав «надалі до з'ясування слідчими органами ступеня винності їх у вчинених радянською владою злочинах — убивствах, пограбунках, зрадництві батьківщини, порушенні громадянської війни між класами й народностями Росії, розкраданні й злочинному знищенні державного, суспільного й приватного майна під приводом виконання службового боргу й в інших порушеннях основних законів людського суспільства, честі й моральності». Відповідно до другого акту, «прихильники більшовизму» могли бути піддані як карної, так і політичної відповідальності: «всі представники так називаної радянської влади підлягають політичному суду Всесибірських установчих зборів» й «утримуються під вартою до його скликання».
Обґрунтувальною базою для застосування жорстких репресивних мір відносно активістів і прихильників партії більшовиків, співробітників ВЧК, солдатів й офіцерів РККА став розгляд особливою слідчою комісією з розслідування злодіянь більшовиків, сформованої розпорядженням головнокомандувача збройними силами Півдня Росії генерала А. И. Денікіна, більше 150 справ, зведень, звітів про масові страти й застосування катувань, наруги над святинями Російської православної церкви, убивства мирних жителів, інші фактах червоного терору. «Всі матеріали, що містять вказівки на злочинні діяння й винність окремих осіб, Особлива комісія повідомляла підлеглій слідчій і судовій владі… залишення без репресій найменших учасників злочину приводить до необхідності згодом мати з ними справа вже як головних винуватців іншого однорідного злочину».

## Хід терору
Згідно з радянськими джерелами, один з очільників Білого руху Л. Корнілов на початку Крижаного походу віддав наступний наказ: «Я даю вам наказ, дуже жорстокий: полонених не брати! Відповідальність за цей наказ перед Богом і російським народом я беру на себе!». Проте історик В. Ж. Цвєтков звертає увагу на те, що «оформленого наказу» з подібним змістом у джерелах не виявлено.
У білих арміях смертні вироки воєнно-польових судів і накази окремих начальників приводилися у виконання комендантськими керуваннями, що, однак, не виключало участі в розстрілах полонених червоноармійців добровольців із числа стройових чинів. Під час «Крижаного походу», за свідченням Н. Н. Богданова — учасника цього походу:
| Узяті в полон, після одержання відомостей про дії більшовиків, розстрілювалися комендантським загоном. Офіцери комендантського загону наприкінці походу були зовсім хворими людьми, до того вони знервувалися. У Корвін-Круковського з'явилася якась особлива хвороблива жорстокість. На офіцерах комендантського загону лежав важкий обов'язок розстрілювати більшовиків, але, на жаль, я знав багато випадків, коли під впливом ненависті до більшовиків, офіцери брали на себе обов'язку добровільно розстрілювати взятих у полон. Розстріли були необхідні. За умов, у яких рухалася Добровольча армія вона не могла брати полонених, вести їх не було кому, а якби полонені були відпущені, то на інший день боролися б знову проти загону |

Масові розстріли стали розповсюдженим явищем на територіях, підконтрольних білій армії. Наприклад, на північній території з населенням близько 400 тис. чоловік в архангельську в'язницю були відправлені 38 тисяч арештованих, з них близько 8 тисяч було розстріляно, більше тисячі вмерло від побоїв і хвороб.  На території області Війська Донського, контрольованою П. Н. Красновим загальний рахунок жертв досяг в 1918 році понад 30 тисяч чоловік. Сам Краснов наказував: 

| Робітників заарештовувати забороняю, а наказую розстрілювати або вішати; Наказую всіх арештованих робітників повісити на головній вулиці й не знімати три дні |
| |

З літа 1918 року на території Радянської Росії значно збільшується кількість випадків індивідуального білого терору. На початку червня в Петрозаводську був організований замах на слідчого Обласного комісаріату внутрішніх справ Богданова. 20 червня 1918 року був убитий терористом комісар Північної Комуни у справах преси, пропаганди й агітації В.Володарський. 7 серпня відбувся замах на Рейнгольда Берзина, наприкінці  того ж місяця був убитий комісар внутрішніх справ Пензи Оленін, 27 серпня в готелі "Асторія" була зроблена спроба замаху на голову Раднаркому Північної Комуни Г.Е.Зинов'єва. 30 серпня 1918 року в результаті замахів був убитий голова ПГЧК, комісар внутрішніх справ Північної Комуни М.С.Урицький і поранений 
Ленін.

### Уряд Колчака
18 листопада 1918 року титул Верховного Правителя Російської держави і головнокомандувача Білої армії було присвоєно Колчаку. Колчак безпосередньо прийняв командування військовими частинами, що діяла у Сибіру, а в у квітні 1919 захопила більшу частину Уралу.
У ході каральних акцій частин армій адмірала Колчака відносно селян білий терор досяг найвищого розмаху. Розстріли та політичні заслання проводились і стосовно есерів. Есер Раков, в одному з листів зазначав:

| Омськ просто завмер від жаху. У той час, коли жінки убитих товаришів день і ніч розшукували в сибірських снігах їхні трупи, я продовжував болісне своє сидіння, не відаючи, який жах діється за стінами гауптвахти. Убитих... була нескінченна безліч, у всякому разі, не менше 2500 чоловік. Цілі вози трупів провозили містом, як возять узимку баранячі й свинячі туші. Постраждали головним чином солдати місцевого гарнізону й робітники... |
| |

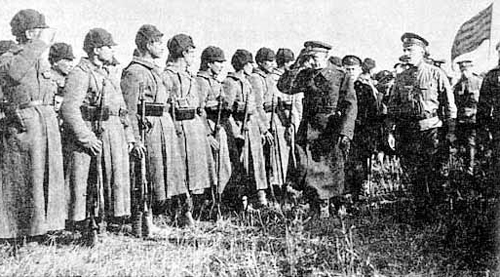
Адмірал Колчак оглядає солдат

Постановою Ради міністрів Росії від 3 грудня 1918 р. «з метою збереження існуючого державного ладу й влади Верховного Правителя» скоригував статті Карного Кодексу Російської імперії від 1903 р. Статті 99, 100 установили покарання у вигляді страти як за замах на Верховного Правителя, так і за спробу насильницького скинення влади, відторгнення територій. «Готування» до даних злочинів, згідно зі статтею 101 карали «терміновою каторгою». 11 квітня 1919 р. урядом Колчака було прийняте Положення № 428 «Про осіб, небезпечних для державного порядку внаслідок приналежності до більшовицького бунту», значно послабив покарання. Для «осіб, визнаних небезпечними для державного порядку внаслідок причетності їх яким-небудь чином до більшовицького бунту» передбачалося «заслання на строк від року до п'яти років без конфіскації й позбавлення на даний період „політичних прав“»  Таке задеклароване послаблення пояснювалося, насамперед, необхідністю зберегти демократичні елементи для наступного звертання до світового співтовариства із пропозицією про визнання суверенної держави й Верховного Правителя Росії.
У той же час, наявність статей 99-101 у тимчасовій редакції Карного кодексу від 3 грудня 1918 року дозволяло, за необхідності кваліфікувати дії «супротивників влади» за нормами Карного кодексу, які передбачали страту, каторжні роботи й тюремне ув'язнення і виносилися не Слідчими Комісіями, а органами військової юстиції. Серед документальних свідчень — витримка з наказу губернатора Єнісейської і частини Іркутської губернії генерала С. Н. Розанова, особливого вповноваженого Колчака в м. Красноярську від 27 березня 1919 року:
У зв'язку з посиленням білого терору, політичні керівники чехословацького корпуса Б.Павлу й В.Гирса в офіційному меморандумі союзникам у листопаді 1919 р. заявляли:

| «Під захистом чехословацьких багнетів місцеві російські військові органи дозволяють собі дії, перед якими жахнеться увесь цивілізований світ. Випалювання сіл, побиття мирних російських громадян цілими сотнями, розстріли без суду представників демократії за простою підозрою в політичній неблагонадійності становлять звичайне явище, і відповідальність за всі перед судом народів усього миру лягає на нас: чому ми, маючи військову силу, не стали проти цього беззаконня" |

### Уряд А.І. Денікіна
Після загибелі Корнілова 13 квітня 1918 року Добровольчу армію очолив А.І. Денікін, а після злиття її 8 січня 1919 з армією Всевеликого війська Донського, Денікін став очільником об'єднаної армії, що отримала назву Збройні сили Півдня Росії. Протягом 1919 року армії Денікіна вдалося заволодіти лівобережною Україною та значною частиною земель Півдня Росії.
На контрольованій денікінцями території питання про відповідальність більшовиків вирішувався жорстко. Наказом № 7 від 14 (27) серпня 1918 р. Денікін розпорядився

| «всіх осіб, звинувачуваних у сприянні або сприянні військам або владі радянської республіки в їхніх військових або в інших ворожих діях проти Добровольчої армії, а також за навмисне вбивство, зґвалтування, розбої, грабежі, навмисне підпалювання або затоплення чужого майна віддавати воєнно-польовим судам військової частини Добровольчої армії, розпорядженням військового губернатора». |
| |

Цей наказ, як правило, передавав справи на представників радянської влади й полонених судам тих військових частин, з якими вони боролися, а відтак і не дозволяв розраховувати на поблажливе ставлення.
Спеціальний закон «стосовно учасників установлення в Російській державі радянської влади, а дорівнює свідомо сприяли її поширенню й зміцненню», був прийнятий затверджений особливою нарадою за участю Денікіна 23 липня 1919 року. Згідно з цим Законом, усі винні «у підготовці захоплення державної влади Радою народних комісарів, у вступі до складу зазначеної Ради, у підготовці захоплення влади на місцях радами солдатських і робочих депутатів й іншими подібного роду організаціями, у свідомому здійсненні у своїй діяльності основних завдань радянської влади», а також ті, хто брав участь «у співтоваристві, що іменується партією комуністів (більшовиків), або іншому товаристві, що встановила влада рад», піддавалися страти з конфіскацією майна. «Інші винні в сприянні або підтримці діяльності радянської влади» виходячи з ваги зробленого ними діяння, засуджувалися до наступних мір покарання: «безстрокова каторга», або «каторжні роботи від 4 до 20 років», або «виправні арештантські відділення від 2 до 6 років». Відповідно до даного закону, найбільш м'яким покаранням було тюремне ув'язнення від місяця до 1 року 4 місяців або «грошове стягнення» від 300 до 20 тис. рублів.
Особлива нарада № 112 від 15 листопада 1919 року переглянула закон від 23 липня у бік посилення репресій. У категорію «учасників установлення радянської влади» були включені члени «співтовариства, що іменується партією комуністів (більшовиків) або іншого співтовариства, що встановило владу рад», або «інших подібних організацій». Карними діями стали: «Позбавлення життя, замах на життя, заподіяння катувань або тяжких тілесних ушкоджень, або зґвалтування». Санкція була залишена без змін — страта з конфіскацією майна.

## В Культурі
Крилатою стала цитата письменника Максима Горького:
|  | Кто более жесток, белые или красные ? Вероятно одинаково, ведь и те и другие - русские. |